# Mors (Danemark)
Pour les articles homonymes, voir Mors.
Morsø est une commune du Danemark et le nom alternatif de l’île de Mors dont elle épouse le territoire. La superficie de l’île est de 363,3 km2, celle de la commune de 367,7 km2. Elle comptait 20 373 habitants en 2019.

## Géographie

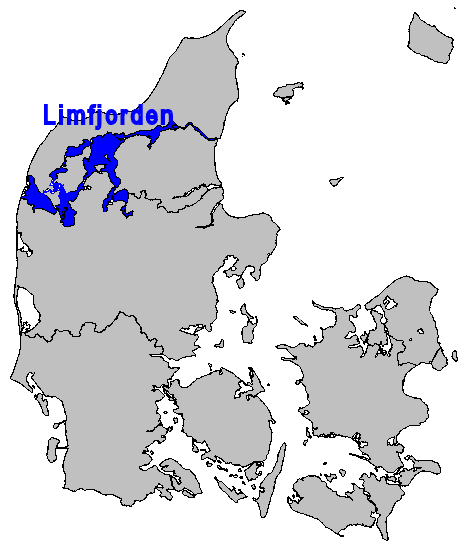
Le Limfjorden.

L'île, anciennement connue sous le nom de Morsland, se situe dans le Limfjord, le bras de mer qui sépare la grande île de Vendsyssel-Thy de la péninsule du Jutland.
Géologiquement, Mors est dans une classe particulière. Sur Mors, et sur Fur, une île voisine, on trouve les seuls dépôts souterrains de moler dans le monde constituant la formation de Fur.

## Politique

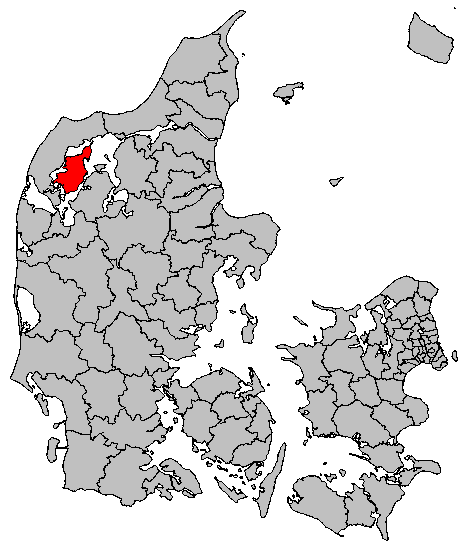
La commune de Morsø

La commune n’a pas été modifiée lors de la réforme communale de 2007 ; elle a seulement été rattachée à la région du Jutland du Nord. La ville principale en est Nykøbing Mors.
| Période                                  | Période          | Identité              | Étiquette        | Qualité |
| ---------------------------------------- | ---------------- | --------------------- | ---------------- | ------- |
| 1er janvier 2007                         | 31 décembre 2009 | Egon Pleidrup Poulsen | Social démocrate |         |
| 1er janvier 2010                         | En cours         | Lauge Larsen          | Social démocrate |         |
| Les données manquantes sont à compléter. |                  |                       |                  |         |

## Transports

### Transports routiers

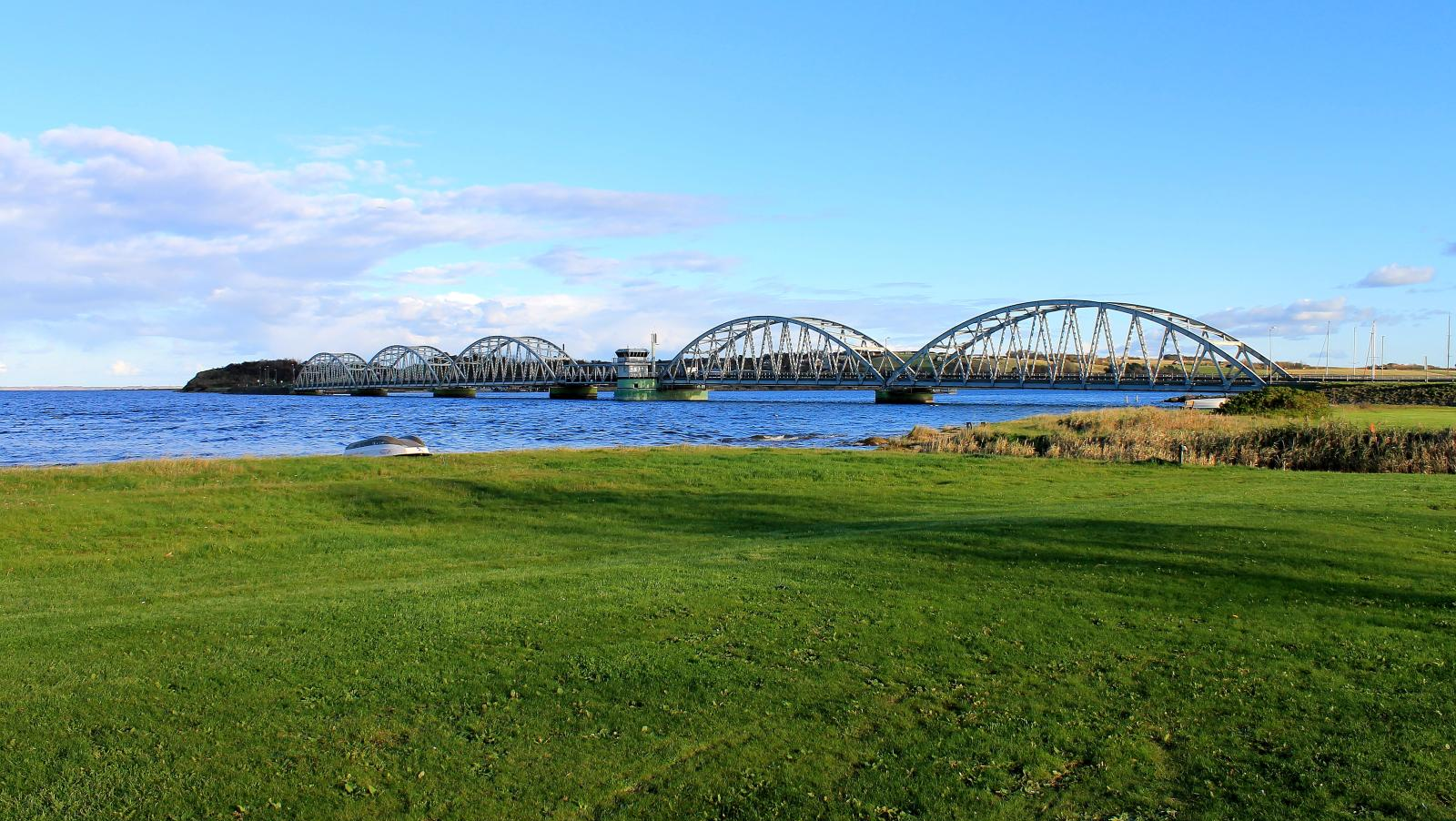
Le pont Vilsund vu depuis Thisted.

L'île est reliée à la péninsule de Salling au Sud-Est par le pont Sallingsund et à la commune de Thisted au Nord-Ouest par le pont Vilsund.